# 韓国鉄道公社331000系電車
331000系電車（331000けいでんしゃ）は、韓国鉄道公社が保有する交流用通勤形電車。2009年7月1日に開業した京義電鉄線用の車両である。

## 概要
6000系（現：321000系）をベースに一部仕様を変更した車両。車内にはLCDが設置されている。パンタグラフは下枠交差式2台を331200形と331600形に2基設置している。
1次車（331x01F～331x13F）は2009年7月1日の京義電鉄線開業に合わせて導入された車両。車体は、6000系とは異なりアルミニウム合金製となっている。LCDは319000系と同じく、各ドア上に2台ずつ設置されている。運転台はワンマン運転に対応した機器配置がなされている。また331x12Fを除いて両先頭車内に自転車を据え置くスペースが設置されている。2013年10月現在8両編成13本（104両）が在籍している。
2025年6月に331x03Fのインバータ装置のソフトウェアが更新され、311000系14次車や釜山交通公社2000系などの宇進産電製IGBTに準ずる音となった。
2次車（331x14F～331x27F）は2012年12月15日の京義電鉄線の孔徳駅までの延伸開業に合わせて導入された車両。車両は1次車と異なりステンレス製となっている。LCDは351000系と同じく、枕木と平行に1両当たり4台設置されている。当初、331x27Fは6両編成で登場し、他の編成は4両編成で登場したが、331x23F～331x27Fには2014年に新造した中間車が増結され、8両編成化された。2014年4月現在8両編成5本（40両）と4両編成9本（36両）が在籍している。
3次車は、昌陵新都市の人口増加による混雑緩和目的として、2024年に製造され2025年に8両編成1本が運行予定。製造社は現代ロテム製であるが、こちらは311000系13次車や、341000系5/6次車などと同様のステンレス車体となっており、前面が長い形状の「チュドゥンイ」の後期タイプで製造される。なお、車両の塗装は1/2次車の赤色と青色ではなく、京義・中央線の路線カラーである青緑色をメインとした塗装となっている。

## 歴史
- 2009年7月1日 - 京義電鉄線が開業。営業運転を開始。
- 2012年12月15日 - 京義電鉄線が孔徳駅まで延伸開業。2次車が営業運転を開始。

## 編成表

### 8両編成
|          | ← 砥平文山 →     |                  |                  |                  |                  |                  |                  |                  |        |          |
| 号車     | 1                | 2                | 3                | 4                | 5                | 6                | 7                | 8                | 製造年 | 車両形態 |
| 形式     | 331000形         | 331100形         | 331200形         | 331300形         | 331400形         | 331500形         | 331600形         | 331900形         | 製造年 | 車両形態 |
| 区分     | Tc               | M                | M'               | T                | T                | M                | M'               | Tc               | 製造年 | 車両形態 |
| 搭載機器 | SIV,CP,BT        | CI               | CI,Mtr           |                  |                  | CI               | CI,Mtr           | SIV,CP,BT        | 製造年 | 車両形態 |
| 車両番号 | 331001 ： 331013 | 331101 ： 331113 | 331201 ： 331213 | 331301 ： 331313 | 331401 ： 331413 | 331501 ： 331513 | 331601 ： 331613 | 331901 ： 331913 | 2009年 | 1次車    |
| 車両番号 | 331023 ： 331026 | 331123 ： 331126 | 331223 ： 331226 | 331323 ： 331326 | 331423 ： 331426 | 331523 ： 331526 | 331623 ： 331626 | 331923 ： 331926 | 2012年 | 2次車    |
| 車両番号 | 331027           | 331127           | 331227           | 331327           | 331427           | 331527           | 331627           | 331927           | 2012年 | 2次車    |
| 車両番号 | 331028           | 331128           | 331228           | 331328           | 331428           | 331528           | 331628           | 331928           | 2024年 | 3次車    |

| 凡例 - CI (Converter・Inverter) -主変換装置（コンバータ装置 + VVVFインバータ装置） - SIV -静止形インバータ - CP -空気圧縮機 - BT -蓄電池 - Mtr -主変圧器 |
| 備考 - 青緑色背景（■）の車両は2014年製 - パンタグラフは、M'（331200形、331600形）に下枠交差形を2基ずつ搭載する。                                         |

### 4両編成
|          | ← ソウル臨津江 → |                  |                  |                  |        |          |
| 号車     | 1                | 2                | 3                | 4                | 製造年 | 車両形態 |
| 形式     | 331000形         | 331100形         | 331200形         | 331900形         | 製造年 | 車両形態 |
| 区分     | Tc               | M                | M'               | Tc               | 製造年 | 車両形態 |
| 搭載機器 | SIV,CP,BT        | CI               | CI,Mtr           | SIV,CP,BT        | 製造年 | 車両形態 |
| 車両番号 | 331014 ： 331022 | 331114 ： 331122 | 331214 ： 331222 | 331914 ： 331922 | 2012年 | 2次車    |

| 凡例 - CI (Converter・Inverter) -主変換装置（コンバータ装置 + VVVFインバータ装置） - SIV -静止形インバータ - CP -空気圧縮機 - BT -蓄電池 - Mtr -主変圧器 |
| 備考 - パンタグラフは、M'（331200形）に下枠交差形を2基搭載する。                                                                                         |

## 配属
- 全編成が文山車両事業所に配属されている。

## 運用範囲
全車両が京義・中央線で使用されている。
8両編成は文山駅以南の全区間で使用されるが、4両編成は臨津江～ソウル駅間の系統と加佐～龍山間の系統でのみ使用されている。

## 写真

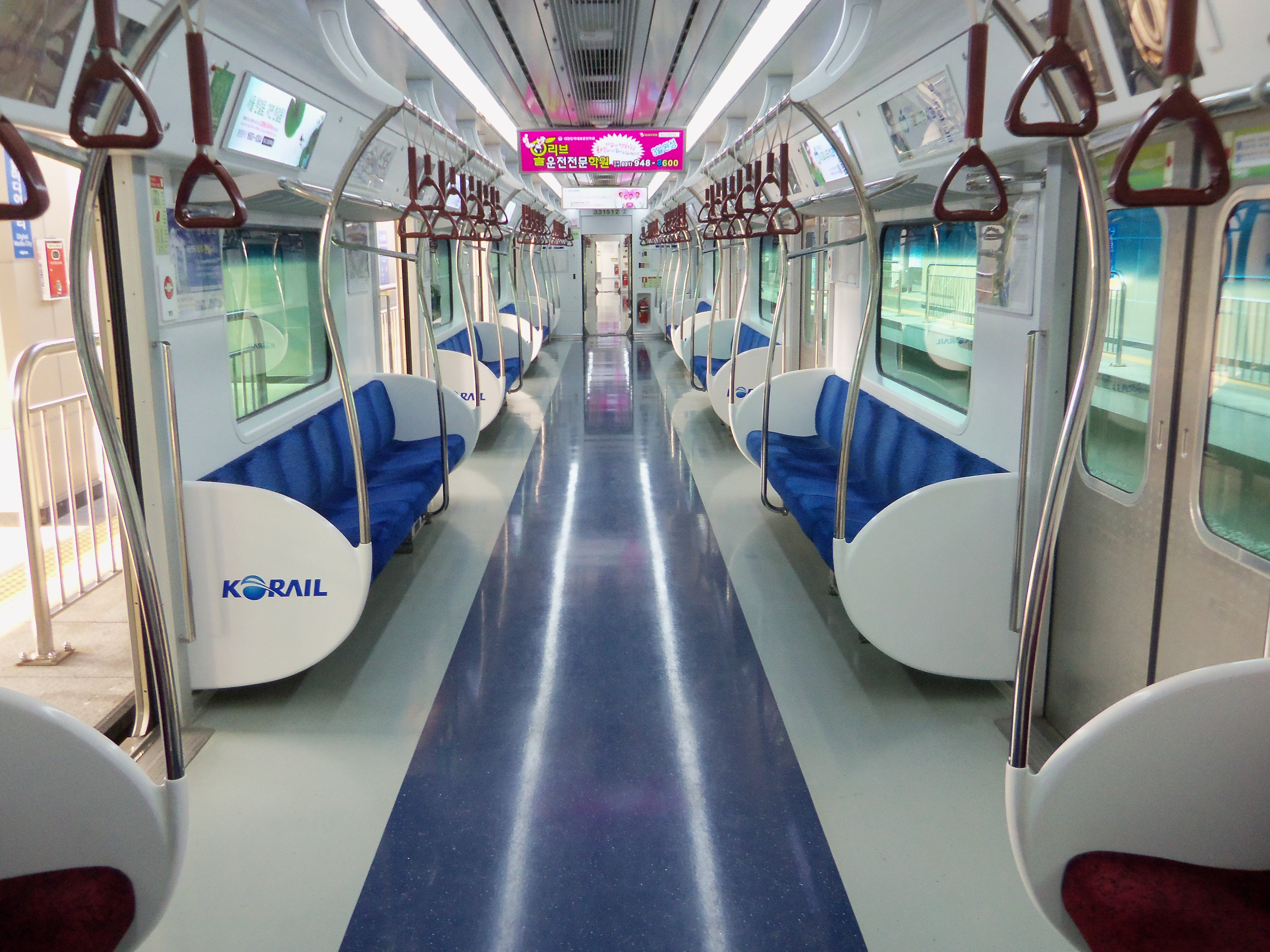
車内
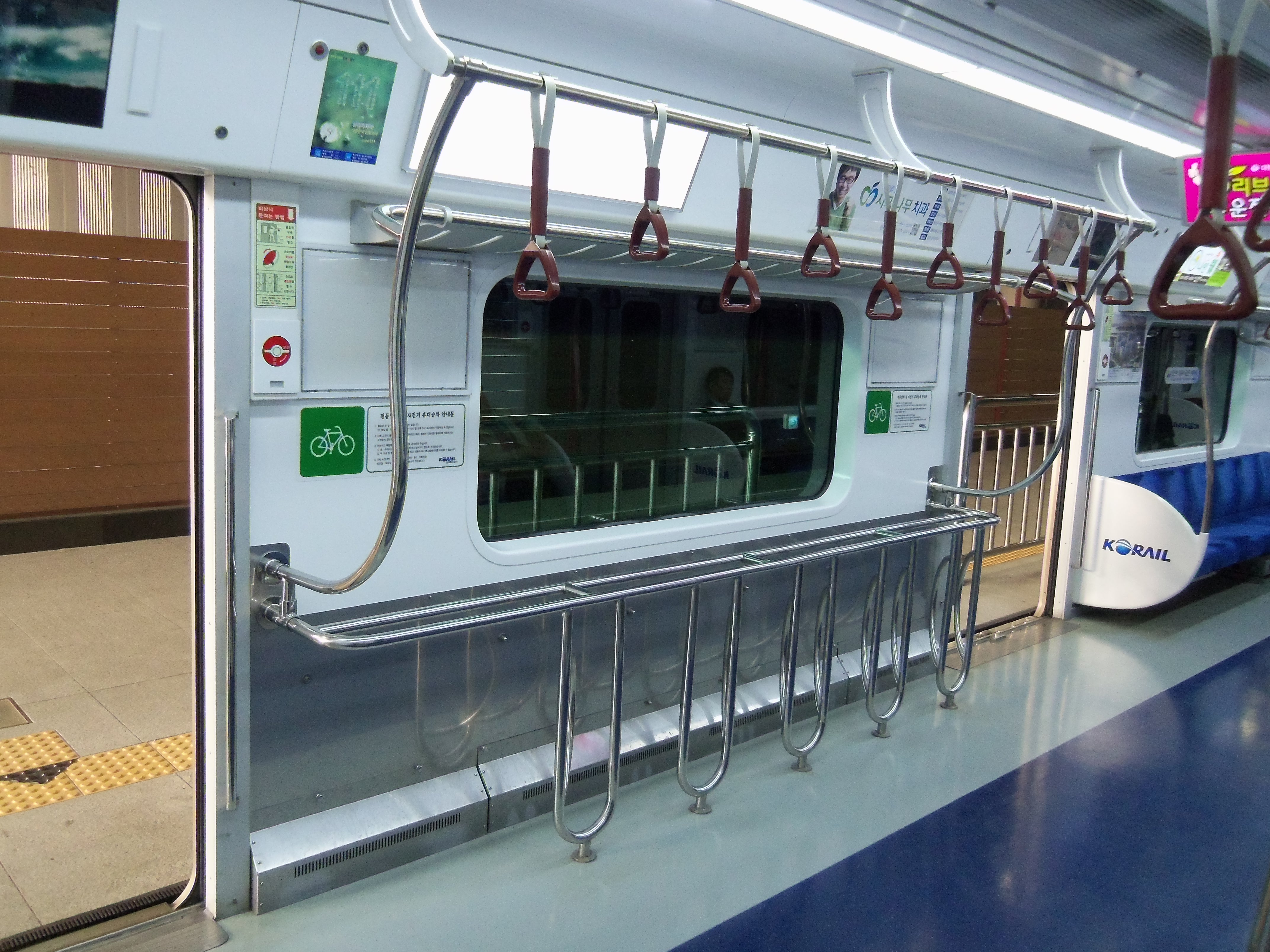
自転車スタンド